# Lena Smedsaas
Lena Smedsaas, född 20 mars 1951 i Solna församling, död 6 januari 2014 i Täby, var en svensk journalist, politisk kommentator och senare pr-konsult. 
Smedsaas utbildades vid Journalisthögskolan och började sin journalistiska bana på Nya Kristinehamns-Posten. Hon anställdes 1973 på Tidningarnas Telegrambyrå (TT) och arbetade på verkredaktionen, riksdagsredaktionen och centralredaktionen. År 1981 blev hon biträdande nyhetschef på centralredaktionen. År 1984 utsågs hon till de nordiska nyhetsbyråernas korrespondent i Stockholm och efterträdde Finn Persson. I slutet av 80-talet arbetade hon under några år som riksdagsreporter för Göteborgs-Posten (GP).  
Hon började arbeta som reporter och politisk kommentator när TV4 startades 1990 och var senare både nyhetsankare, reporter och redaktör för Nyheterna på samma kanal. Störst avtryck kom hon att göra som inrikespolitisk kommentator och programledare för partiledardebatterna flera val på 90-talet. Hon producerade tillsammans med Anders Palmgren TV4:s särskilda tv-program om EU-valet 1995 och varit program- och debattledare för flera andra politiska program i kanalen i samband med olika val. I partiledardebatten inför valet 1998 bröt hon tillsammans med Lennart Ekdal och Cecilia Wanger traditionen, och styrde debatten med ämnesval och frågor i stället för med den traditionella tidmätningen. Redaktionen på TV4 nominerades till Stora Journalistpriset. Smedsaas ingick också i redaktionen för Kalla fakta ett tag under 2000-talet.
När Fokus listade Sveriges mäktigaste mediemänniskor 2007 var hon med på listan. Den före detta socialdemokratiske presschefen Manuel Ferrer har kallat Smedsaas för en av "de åtta som styr medievärlden".
2009 började hon som senior associate på pr-byrån JKL där hon arbetade fram till sin död 2014.
I antologin Makten framför allt om dåvarande statsminister Göran Persson medverkade Lena Smedsaas tillsammans med sexton andra skribenter.  
Tillsammans med flera andra nyhetsuppläsare och programledare från främst TV4 satte Lena Smedsaas upp en kabaréföreställning på Mosebacke i Stockholm i oktober 2006.
Hon var från 1977 gift med journalisten Claes-Göran Kjellander och fick två barn födda 1978 och 1980.
Smedsaas avled i cancersjukdom.